# Kraftwerk Alessandro Volta
Das Kraftwerk Alessandro Volta bzw. Kraftwerk Montalto di Castro (italienisch Centrale termoelettrica Alessandro Volta bzw. Montalto di Castro) ist ein Öl- und Gaskraftwerk in Italien, das an der Mittelmeerküste wenige Kilometer westlich der Gemeinde Montalto di Castro in der Provinz Viterbo, Region Latium gelegen ist.
Mit einer installierten Leistung von 3600 MW ist es das leistungsstärkste Kraftwerk in Italien. Es verwendet die Meerwasser-Kühlvorrichtungen, die ursprünglich für das Kernkraftwerk (siehe unten) errichtet wurden.

## Kraftwerksblöcke
Das Kraftwerk wurde von 1992 bis 1998 errichtet. Es besteht aus insgesamt zwölf Blöcken unterschiedlicher Leistung, die in den Jahren 1997 bis 1999 in Betrieb gingen. Vier Blöcke werden mit Öl und die übrigen acht mit Gas befeuert. Montalto di Castro ist ein Gas-und-Dampf-Kombikraftwerk (englisch CCGT) bzw. verwendet superkritische Dampferzeuger. Die Turbinen, Generatoren und Dampfkessel wurden von verschiedenen Firmen geliefert. Die folgende Tabelle gibt einen Überblick:
| Block | Max. Leistung (MW) | Betriebsbeginn | Turbine       | Generator     | Dampfkessel |
| ----- | ------------------ | -------------- | ------------- | ------------- | ----------- |
| 1     | 114                | 1997/10        | Nuovo Pignone | Nuovo Pignone | NEM         |
| 2     | 114                | 1997/10        | Nuovo Pignone | Nuovo Pignone | NEM         |
| 3     | 660                | 1997/10        | Ansaldo       | Ansaldo       | Ansaldo     |
| 4     | 114                | 1997/10        | Nuovo Pignone | Nuovo Pignone | NEM         |
| 5     | 114                | 1997/10        | Nuovo Pignone | Nuovo Pignone | NEM         |
| 6     | 660                | 1997/10        | Ansaldo       | Ansaldo       | Ansaldo     |
| 7     | 128                | 1998/11        | Fiat          | Fiat          | NEM         |
| 8     | 128                | 1998/11        | Fiat          | Fiat          | NEM         |
| 9     | 660                | 1998/11        | Ansaldo       | Ansaldo       | Ansaldo     |
| 10    | 128                | 1999/08        | Fiat          | Fiat          | NEM         |
| 11    | 128                | 1999/08        | Fiat          | Fiat          | NEM         |
| 12    | 660                | 1999/08        | Ansaldo       | Ansaldo       | Ansaldo     |

## Kernkraftwerk
Ursprünglich sollte an der Stelle des jetzigen Kraftwerks das Kernkraftwerk Montalto di Castro mit zwei Blöcken zu jeweils 1 GW in Betrieb gehen. Die ersten Planungen dafür gehen auf das Jahr 1973 zurück. Mit dem Bau wurde 1982 begonnen, jedoch wurde nach der Nuklearkatastrophe von Tschernobyl beschlossen, die Bauarbeiten an dem zu 70 % fertigen Kernkraftwerk einzustellen. Italien ist heute der größte Stromnettoimporteur der Welt, in der ersten Hälfte 2014 wurden ca. 15 % des Bedarfs importiert; ein Großteil davon stammt aus französischen Atomkraftwerken.

## Sonstiges
Die Jahreserzeugung des Kraftwerks Alessandro Volta ging in den Jahren 2000 bis 2009 kontinuierlich zurück. Sie lag im Jahre 2000 noch bei 15.349,8 GWh, 2005 bei 10.824,3 GWh und im Jahre 2009 nur noch bei 1365,3 GWh. 2009 lief das Kraftwerk noch an 2000 bis 3000 Stunden (von 8760 möglichen), weil der produzierte Strom zu teuer ist.
2009 wurde auf dem Gelände des Kernkraftwerks eine Photovoltaikanlage mit einer Spitzenleistung von 6 MW errichtet. Sie wurde bis Dezember 2010 auf 84 MW erweitert.